# Piotr Walkowski
Piotr Walkowski (ur. 16 listopada 1963 w Boguszowie-Gorcach) – polski polityk, rolnik, samorządowiec, poseł na Sejm VI, VII i VIII kadencji.

## Życiorys
Ukończył studia na Wydziale Zootechnicznym Akademii Rolniczej we Wrocławiu. Był dyrektorem państwowego gospodarstwa rolnego, w latach 90. zajął się prowadzeniem własnego gospodarstwa rolnego. W 2007 objął funkcję prezesa Wielkopolskiej Izby Rolniczej. W 1994 został radnym gminy Ostrów Wielkopolski. Od 1998 do 2009 zasiadał w radzie powiatu ostrowskiego, od 2006 jako przewodniczący rady.
Bez powodzenia kandydował do Sejmu w wyborach parlamentarnych w 2005 z listy Polskiego Stronnictwa Ludowego. W wyborach parlamentarnych w 2007 startował ponownie w okręgu kaliskim, uzyskując 4745 głosów. Mandat posła na Sejm VI kadencji objął 24 czerwca 2009 w miejsce Andrzeja Grzyba, który został wybrany do Parlamentu Europejskiego. Sam nie uzyskał w tym głosowaniu mandatu eurodeputowanego. W wyborach do Sejmu w 2011 Piotr Walkowski z powodzeniem ubiegał się o reelekcję, dostał 6331 głosów. W 2015 nie został wybrany na kolejną kadencję. W 2019 uzyskał możliwość objęcia mandatu posła VIII kadencji w miejsce Andżeliki Możdżanowskiej, na co wyraził zgodę. W wyborach krajowych w tym samym roku nie uzyskał mandatu poselskiego. Bezskutecznie kandydował do rady powiatu ostrowskiego w 2024.
W 2016 otrzymał Złotą Odznakę Krajowej Rady Izb Rolniczych.